# Sylvain Marcaillou
Sylvain Marcaillou (8 februari 1911 - 28 september 2007) was een Frans wielrenner.

## Levensloop en carrière
Marcaillou werd prof in 1932 bij France Sport, waar hij zijn hele carrière zou blijven. In zijn carrière behaalde hij verschillende ereplaatsen, zoals een tweede plaats in Parijs-Nice en een tweede plaats in het Frans kampioenschap wielrennen voor elite. In de Ronde van Frankrijk behaalde hij tweemaal een topzesnotering.

## Overwinningen
1937
- Bordeaux-Saintes

## Resultaten in voornaamste wedstrijden
| Jaar | Ronde van Italië | Ronde van Frankrijk | Ronde van Spanje |
| ---- | ---------------- | ------------------- | ---------------- |
| 1934 |                  | 34e                 |                  |
| 1935 |                  |                     |                  |
| 1936 |                  | 12e                 |                  |
| 1937 |                  | 5e                  |                  |
| 1938 |                  | opgave              |                  |
| 1939 |                  | 6e                  |                  |